# Новое кладбище (Закопане)
Новое кладбище (пол. Nowy Cmentarz) — кладбище, находящееся в городе Закопане, Подкарпатское воеводство. Кладбище располагается на улице Новотораской у подножия горы Губалувка. На кладбище похоронены многие известные личности, связанные с Закопане и Подгалье.

## История
Решение об организации нового кладбища в Закопане было принято городским советом в 1904 году. В 1907 году на кладбище было произведено первое захоронение торговца Юзефа Словника. В 1924 году на территории кладбища была сооружена небольшая каменная часовня. В 1925 году кладбище было расширено.
Во время Второй мировой войны производились массовые экзекуции местного населения.
На кладбище были перенесены прах генералов Анджея Галицы, Мариана Янушайтиса-Жеготы и Мечислава Боруты-Спеховича.
На кладбище находится участок воинского захоронения (квартал XIII) времён Первой мировой войны.

## Известные личности, похороненные на кладбище
В скобках указан квартал и номер могилы.
- Блоцкий, Влодзимеж (1885—1920) (XHl-CD-6) — польский живописец и график
- Розвадовский, Зигмунт (1870—1950) — польский живописец.
- Смречинская, Катажина (1846—1936) (XVI-4-19) — польская писательница, сказочница.

## Источник
- Maciej Pinkwart, Janusz Zdebski: Nowy cmentarz w Zakopanem — Przewodnik biograficzny. Warszawa-Kraków: Wydawnictwo PTTK «Kraj», 1988.